# 5506 Artiglio
5506 Artiglio eller 1987 SV11 är en asteroid i huvudbältet som upptäcktes den 24 september 1987 av den belgiske astronomen Henri Debehogne vid La Silla-observatoriet. Den är uppkallad efter det italienska fartyget Artiglio.
Asteroiden har en diameter på ungefär 11 kilometer och den tillhör asteroidgruppen Martes.